# Château Suduiraut
Pour les articles homonymes, voir Suduiraut.
Le château de Suduiraut, ou château Suduiraut, est un château français du XVIIe siècle, construit au sein du domaine viticole de 200 ha dont 92 ha de vignes du même nom. Il est situé sur la commune de Preignac, dans le département de la Gironde et la région Nouvelle-Aquitaine, au cœur des cinq villages du Sauternais : Sauternes, Preignac, Fargues, Bommes et Barsac. 
Il produit un vin blanc liquoreux classé premier grand cru de Sauternes. Le château Suduiraut est classé à l’Inventaire général du patrimoine culturel.

## Histoire

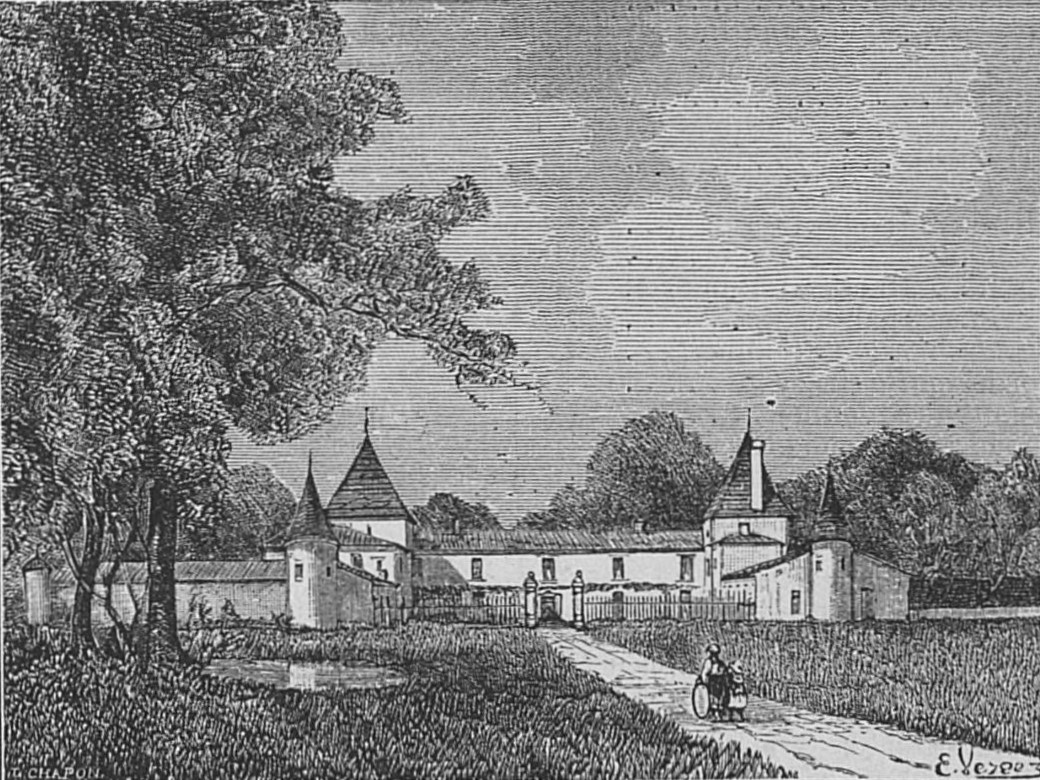
Illustration du Château Suduiraut en 1893.

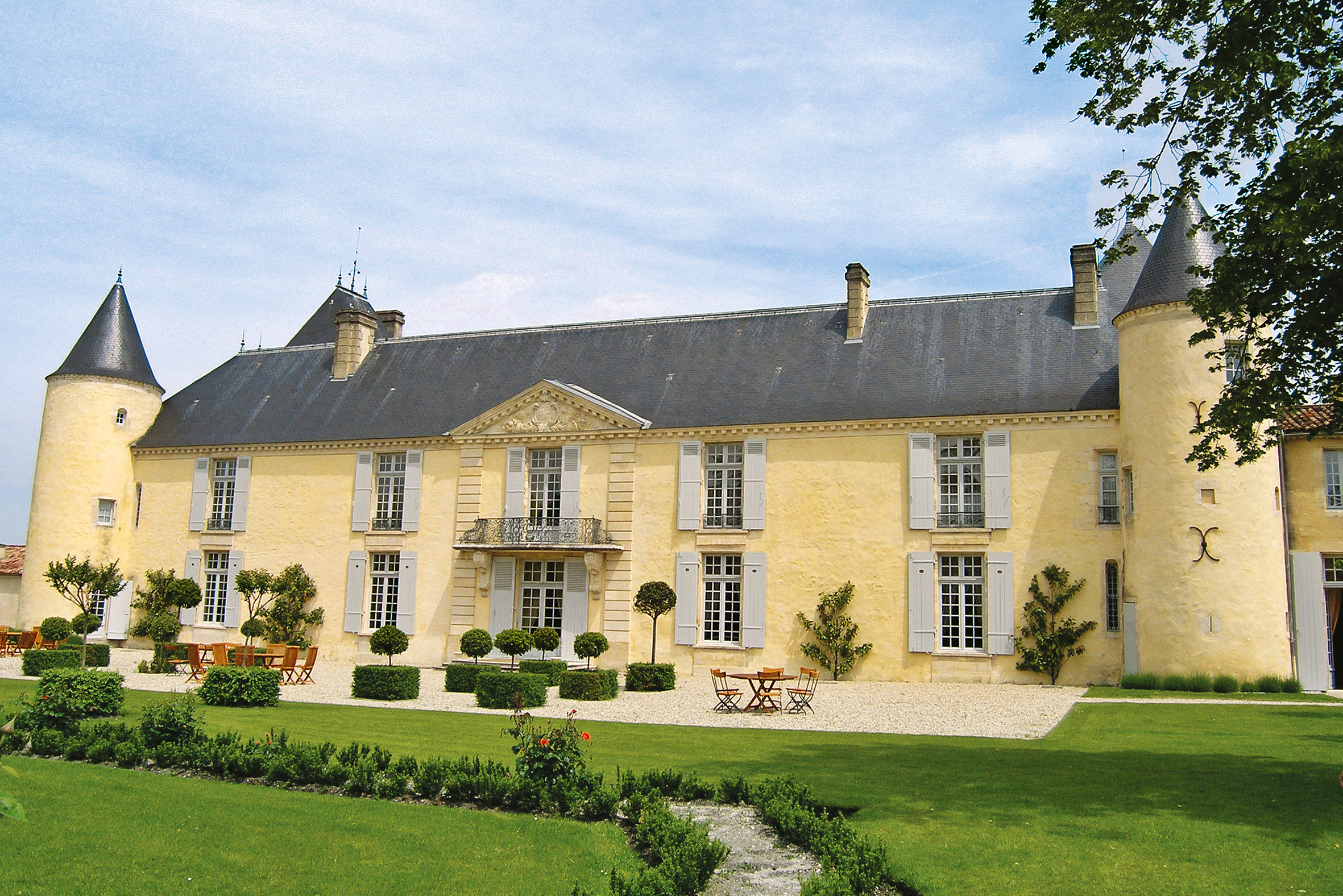
Château Suduiraut de nos jours.

Quatre familles se sont succédé depuis le Moyen Âge jusqu’en 1992, date de rachat de la propriété par les assurances AXA :
- jusqu’au XVIe siècle, la propriété était celle de la famille d’Allard, et s’appelait donc tout simplement « Domaine D’Allard ». C’est vers 1580 que Nicole D’Allard[2], épouse Léonard de Suduiraut, qui deviendra Conseiller au Parlement en 1581. L’ancien manoir fut incendié à l’instigation du Duc d'Épernon, de [[Cadillac (Gironde)|Cadillac (Gironde)[réf. souhaitée]]], pendant la Fronde, et fut reconstruit vers 1670 par Blaise de Suduiraut, petit fils de Nicole et Léonard[3]. Un peu plus tard, Le Nôtre viendra dessiner les magnifiques jardins.
Ces bâtiments constituent la partie la plus ancienne du château actuel : un quadrilatère irrégulier enserrant une cour d’honneur flanquée de deux tours rondes à l’entrée et de deux pavillons carrés. Une longue allée traversant le vignoble, longeant un étang qui servait à la baignade des chevaux et s’arrêtant devant les grilles. Une façade simplement crépie côté jardin, et deux autres tours à chacune des extrémités. Aucune fioriture ni encadrement pour les ouvertures donnant sur le parc ;
- vers le milieu du XVIIIe siècle le nom des propriétaires change, bien que le domaine reste dans la même famille, car il sera hérité par le neveu de Blaise, qui s’appelle Joseph Duroy[4]. Celui-ci entreprend de mettre sa demeure au goût du temps : Il agrémente la façade côté jardin du pavillon central orné du balcon ouvragé que l’on connaît aujourd’hui et signe sa demeure par un cartouche où sont réunies ses armes et celle des Suduiraut, hermines pour les premiers et têtes de sangliers pour les seconds. On retrouve sur les étiquettes de Château Suduiraut les armoiries des familles Suduiraud et Duroy. C’est à cette époque que de magnifiques jardins dessinés par Le Nôtre[5] viennent compléter l’ensemble s’insérant dans un parc de 10 hectares à l’intérieur de l’enceinte du château ;
- le petit fils de Joseph Duroy lèguera en 1804 tous ses biens à son épouse, qui lèguera à son tour la propriété à son régisseur, Nicolas-Edme Guillot[2], qui prendra le nom de Guillot de Suduiraut. Le remaniement du château au XIXe siècle a probablement été effectué par un de ses fils ;
- ces derniers lèguent le château à Henri Rabourdin[6]. La fille de celui-ci épouse Emile Petit de Forest[4], un ingénieur proche de Gustave Eiffel, à qui il va confier la construction d’un nouveau chai, aujourd’hui remplacé. Pendant la Seconde Guerre mondiale, Suduiraut est occupé. La cour centrale et les jardins sont placés sous la protection des Monuments Historiques. C’est pendant cette période, en 1940, que le gendre d’Emile Petit de Forest vendra la propriété à Léopold François Fonquernie[7], un industriel du textile (laine) en Ariège, dont la descendance la vendra en 1992 à la société AXA Millésimes, également propriétaire du château Pichon-Longueville[1]. Le mobilier d’époque est alors vendu à part, aux enchères.

En juin 2018, un incendie touche l'aile gauche du château de Suduiraut.

## Terroir

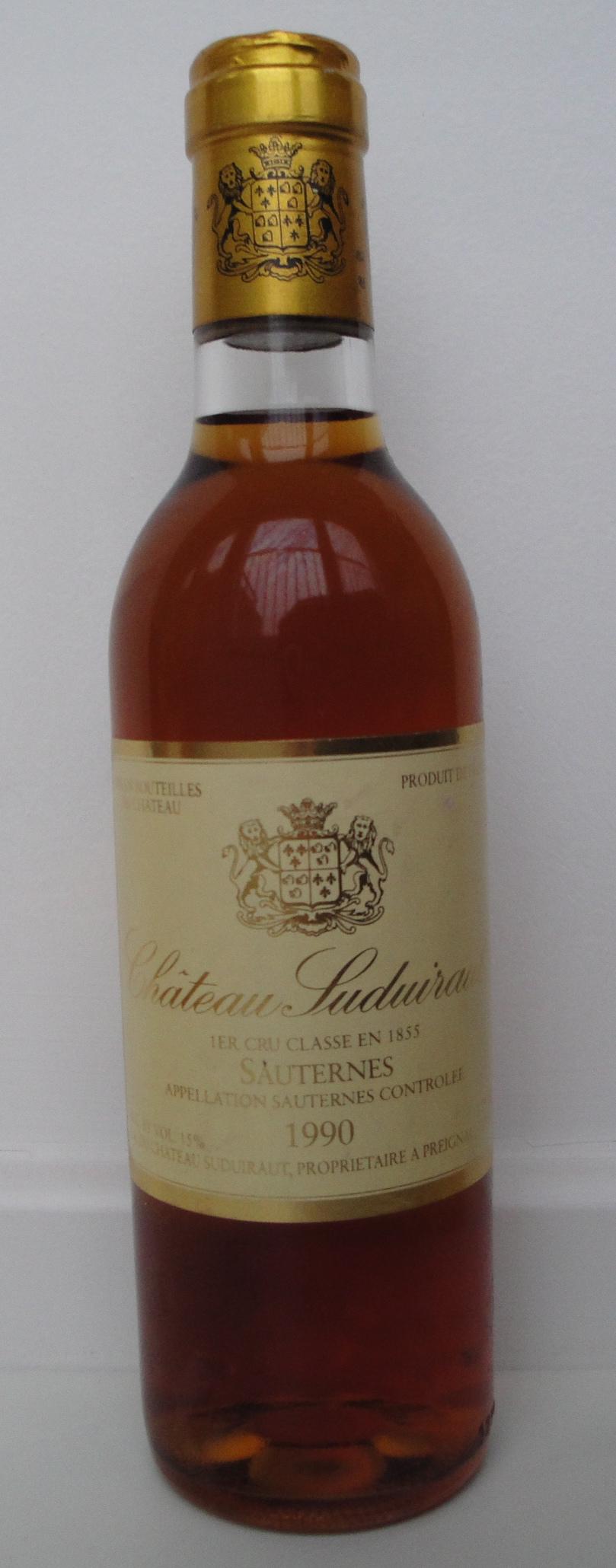
Demi-bouteille de Château Suduiraut 1990.

Le domaine s'étend sur un sol composé surtout de graves sablo-argileuses. Le microclimat de la région entraîne à l'automne des après-midi ensoleillés et chauds succédant aux brumes matinales. Ceci provoque, ou au moins stimule, l'apparition sur le raisin du botrytis cinerea, ou pourriture noble.

## Vins
Le domaine produit quatre vins, le vin du Château Suduiraut, le « Castelnau de Suduiraut » composé de lots plus fruités que concentrés, depuis 2005, un vin blanc sec, le « S de Suduiraut » puis avec le millésime 2009, « Les Lions de Suduiraut ». Seul le premier est premier grand cru. Ce vin est caractérisé par sa complexité, son moelleux et corsé ; il est aussi réputé pour sa longévité. La robe est d'or, virant sur l'ambre en vieillissant. Le vin est produit seulement lorsque les conditions nécessaires sont réunies (ainsi, le domaine n'a pas produit en 1991, 1992 et 1993). Il est composé de 90 % de sémillon et 10 % de sauvignon blanc.